# Siboc
El siboc, saboc, xiboc, bocatxo o escloper (Caprimulgus ruficollis) és una espècie d'ocell de l'ordre dels caprimulgiformes, semblant a l'enganyapastors però més clar.

## Morfologia
- És més gros que l'enganyapastors (30 cm) i la seua envergadura alar és de 64 cm.
- Té el cap més gran i la cua més llarga que l'enganyapastors (arriba als 16 cm).
- Potes curtes.
- Ulls grossos i de color negre.
- Presenta una grossa taca blanca a la gorja.
- Collar roig daurat.
- Ales llargues.
- El plomatge d'ambdós sexes és similar.
- Totes les coberteres alars amb les puntes pàl·lides i amples.
- Ambdós sexes tenen taques pàl·lides a les ales i als costats de la cua.
- Bec curt, petit i de color negrós.
- L'interior de la boca és de color rogenc.
- Al voltant de la boca té com una mena de pèls forts per a enxampar insectes voladors[5]

## Subespècies
- Caprimulgus ruficollis ruficollis
- Caprimulgus ruficollis desertorum (Erlanger, 1899) -àrees desèrtiques del Marroc, Algèria i Tunísia-.

## Reproducció

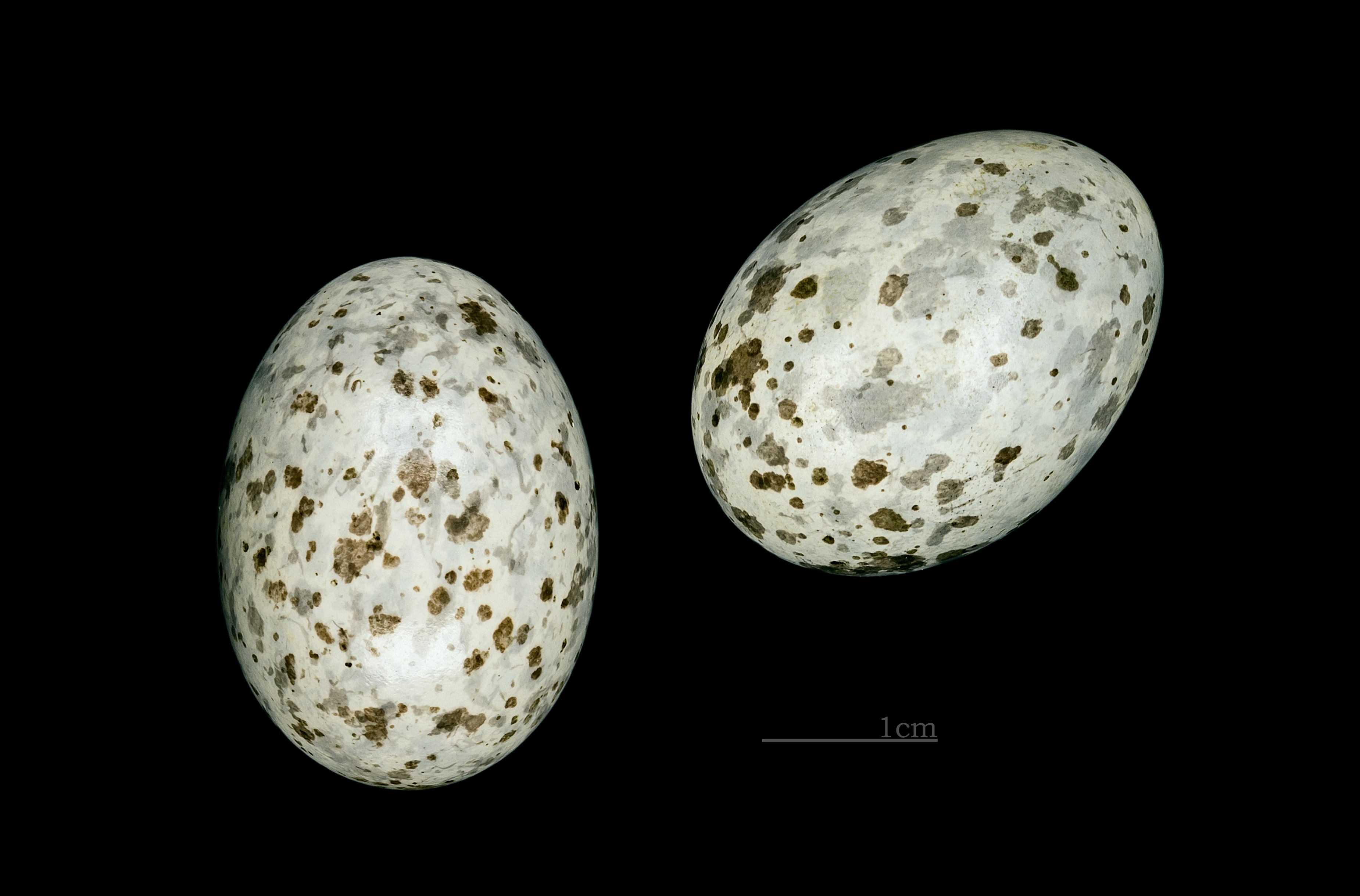
Caprimulgus ruficollis

Cria a la península Ibèrica i a l'Àfrica del Nord. Al maig-juliol pon 2 ous que deixa directament a terra, vora uns arbusts a dins del bosc o en els límits. Els pollets que en neixen són alimentats per ambdós pares. Fan dues cries.

## Alimentació
Menja insectes que caça al vol o a terra.

## Hàbitat
En general prefereix un clima més càlid, un terreny més sec i obert i situat a menys alçada, i també prefereix viure més a prop del terra, per això defuig els arbres.

## Distribució geogràfica
Habita en pinedes i garrigues de l'Àfrica del Nord, al Iemen, a tot el centre i sud de la península Ibèrica, al País Valencià, i al sud i oest del Principat de Catalunya. De totes maneres no és excessivament abundant a Catalunya (de fet, a Europa no es troba), i només el podem trobar a la part més meridional (l'enganyapastors ocupa, preferentment, la part nord del territori, mentre que el seu parent, el siboc, ho fa a la part sud).

## Costums
- Tal com l'enganyapastors és migrador i estiuenc, però el siboc arriba als Països Catalans més tard (abril-maig) que l'enganyapastors (març-abril). A finals d'agost inicia el viatge que el durà a l'Àfrica Occidental de clima tropical, lloc on hivernarà.
- És un ocell nocturn.
- Té un cant disil·làbic i ronc.

## Conservació
Es troba amenaçat per la destrucció de les seues àrees de nidificació, per la manca d'aliment a causa dels plaguicides, per l'atropellament per part d'automòbils i per certes pràctiques agrícoles.